# ريان فيليبس
ريان فيليبس (بالإنجليزية: Ryan Phillips)‏ هو لاعب كرة القدم الكندية أمريكي، ولد في 15 نوفمبر 1982 في سياتل في الولايات المتحدة.